# Культура в Приштині

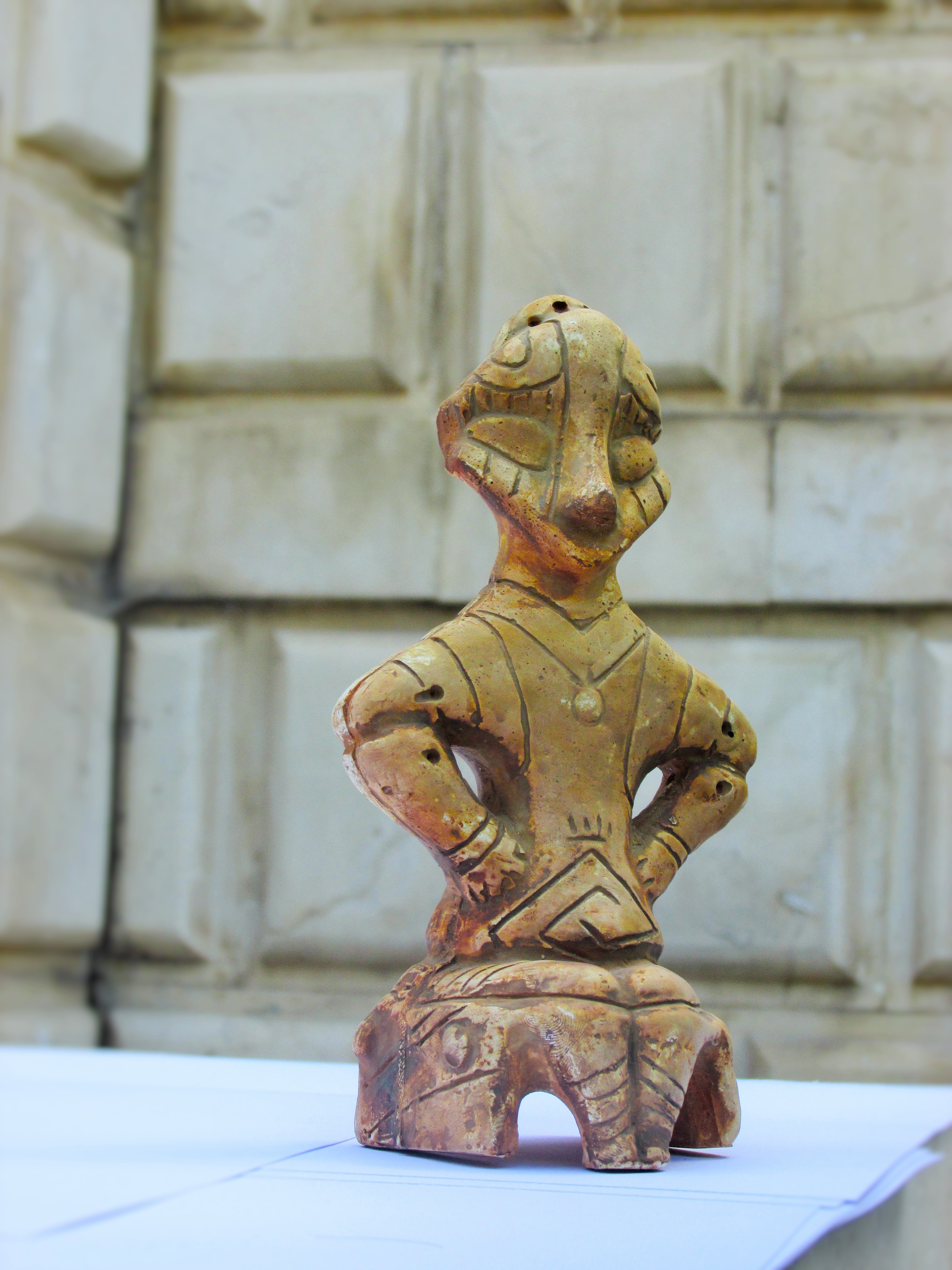
Goddess on the Throne

Приштина — столиця Косова та центру культурного і художнього розвитку албанців, які проживають на території Косова. Одним із сегментів у справах культури є департамент, який організовує культурні заходи, завдяки яким Приштина стала одним з міст з найбільш відмінними культурними й художніми традиціями.
Богиня на троні (албанський: Mbretëresha е Dardanisë або Hyjnesha ne Fron) була прийнята як символ Приштини. Це найцінніший археологічний артефакт Косово, який був знайдений під час розкопок 1955 року в районі Ульпіана, передмісті Пріштіни. Її відносять до 3500 до н. е. в період неоліту, виготовлена з глини. Приштина також має свій муніципальний архів, який був створений в 1950-х роках і тримає всі записи міста, муніципалітету і регіону.

## Департамент у справах культури
Департамент культури, молоді і спорту є одним з 11 підрозділів муніципалітету Приштини. Займається культурою, спортом та дозвіллям молоді. Блерта Зекерадж є керівником відділу після місцевих виборів в 2013 р З 2012 року вона є членом Європейської кіноакадемії.

### Бібліотека «Hivzi Sylejmani»
Заснована в 1940 році, є однією з найбільших бібліотек щодо кількості книг в своєму сховищі, яке становить майже 100 тисяч. Всі ці книги надаються для читання зареєстрованим читачам бібліотеки. Офіційно заснували бібліотеку 12 червня 1963 року під назвою «Громадська бібліотека — Міладіна Поповича», яке пізніше було змінено на «Народна бібліотека — Міладіна Поповича». З 1993 по 1999 роки назва Міладіна Поповича було змінено на «Міська бібліотека». В кінці війни назву знову було змінено на «Муніципальна бібліотека — Hivzi Sulejmani». У січні 2014 року в Муніципалітет Пріштінськой бібліотеки, посольство Сполучених Штатів Америки в Пріштіні пожертвувало у фонд 2000 книг на англійській мові.
Бібліотека має величезний фонд книг. У всіх її філіалах вона має:
| Мова             | Албанська | Сербська | Турецька | Інші | Всього |
| Кількість книжок | 114287    | 58065    | 3806     | 2399 | 178557 |

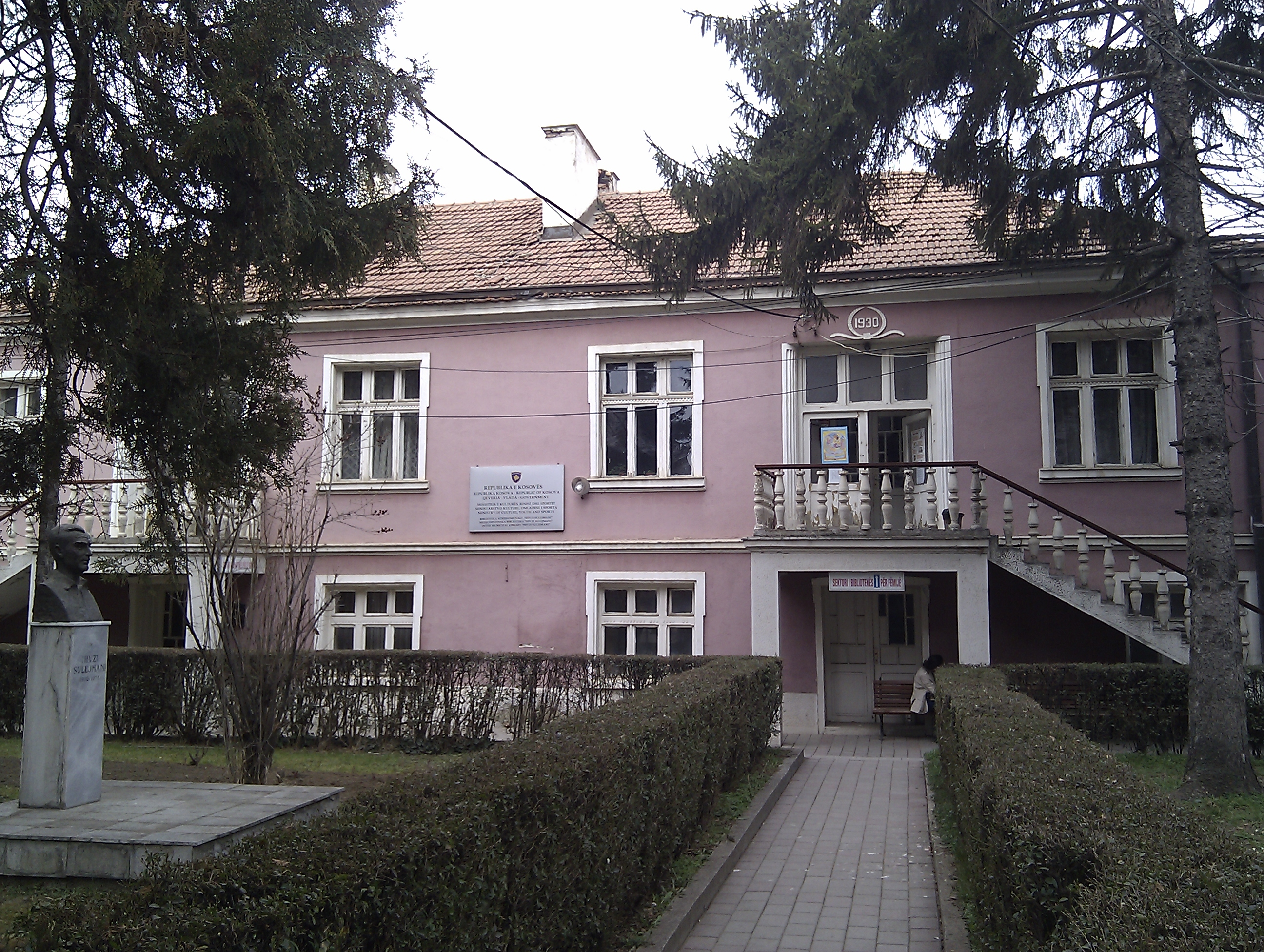
Бібліотека Hivzi Sulejmani

Бібліотека отримує щороку пожертвування від книжкових виставок, організованих в Косово та Албанії. Кількість читачів в бібліотеці зростаєь щороку. Починаючи з 2002 року, кожного року прочитується приблизно на 10000 більше, ніж за рік до цього. Бібліотека «Hivzi Sylejmani» має 6 філій, розташованих в районах Приштини. У центрі Приштини розташовується головний філіал, який функціонує також в інших підрозділах: Центр молоді і спорту, Спортивний центр «Меморіал», Бібліотека «Казки» а також в селах поблизу Приштини.

### Національна бібліотека Косова

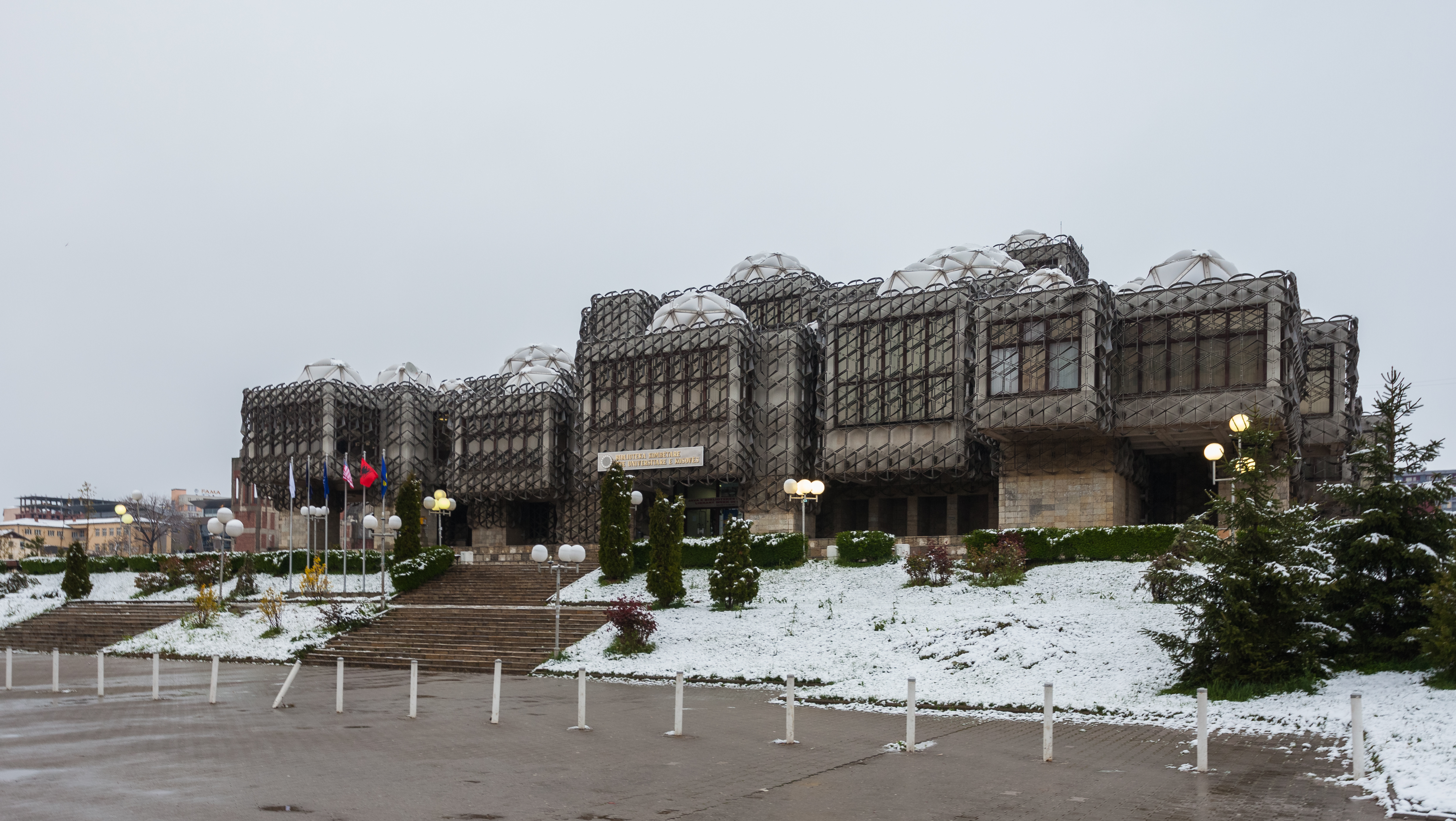
Національна бібліотека Косова

Була створена в 1944 році та розташована в кампусі Університету Пріштіни. Також є найбільшою у своєму роді установою в Косово. Щорічно понад 40000 примірників додається до бібліотеки. В наявності бібліотеки є: Європейська бібліотека, Бібліотека НАТО, Бібліотека сучасного мистецтва, бібліотека музичного мистецтва тощо.

### Книжковий ярмарок
- У Пріштіні організовувалося тільки один книжковий ярмарок щорічно. До 2013 року було організовано 15 ярмарків.
- У 2010 році на 12-му щорічному книжковому ярмарку, налічувалося близько 100 видавництв, в основному албанською мовою і близько 1500 нових книг, які публікувалися в перше.
- У 2011 році було менше видавців і книжкових презентацій. Близько 80 видавництв були присутні на книжковому ярмарку та близько 1000 книг.
- У 2012 році схожа кількість видавців, але більша кількість нових книг, близько 1600. Основним чинником великої кількості нових книг була 100-та річниця незалежності Албанії.
- У 2013 році була досить велика кількість видавців і книжкових акцій. Близько 100 видавництв з більш ніж 1300 новими виданнями. Крім того, ярмарок відвідала рекордна кількість вілдвідувачів -30.000.

## Театр

### Національний театр Косово

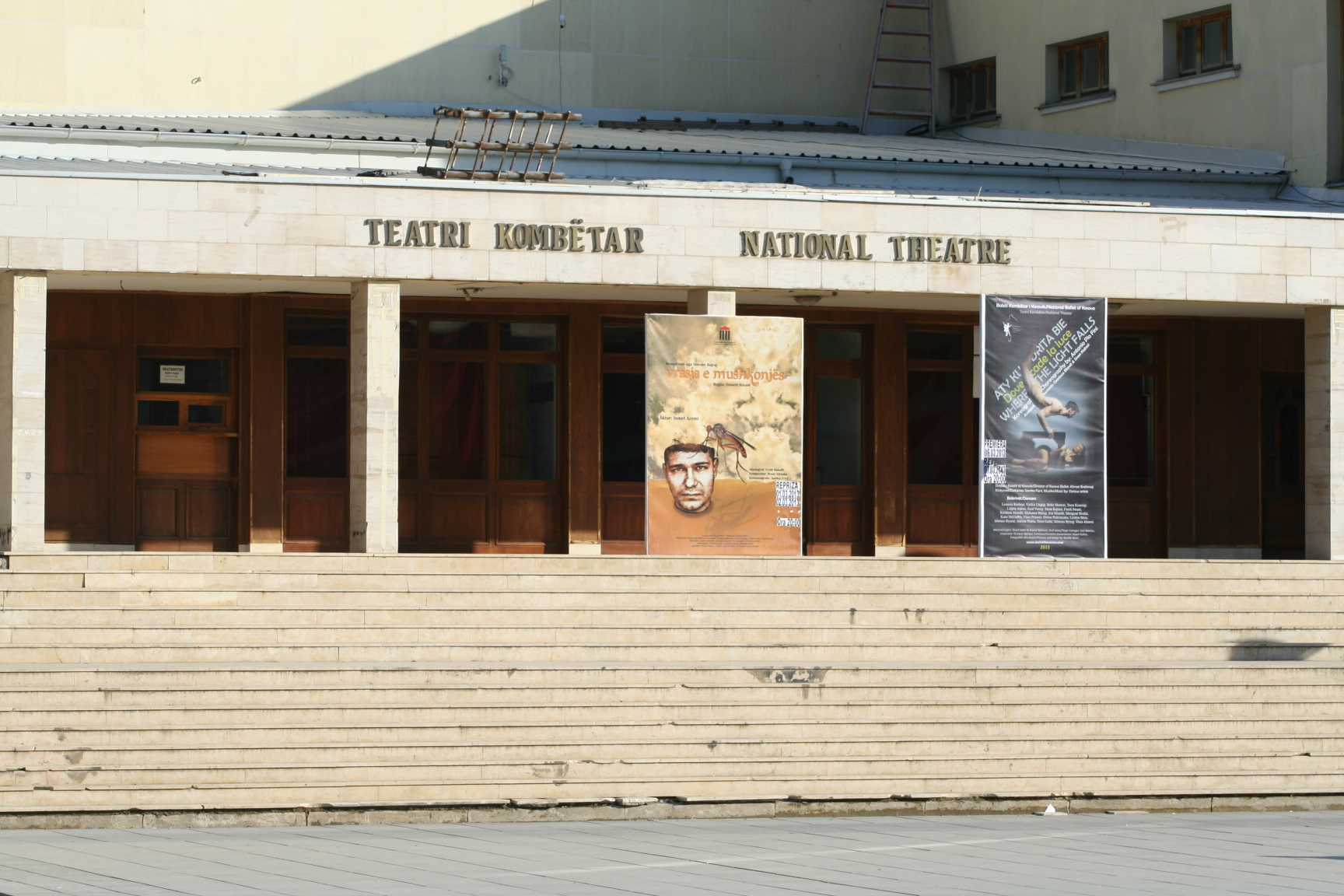
Національний театр Косово

Національний театр Косово був заснований в жовтні 1946 р. в Призрені. Спочатку він був названий Народним провінційним театром. В 1999 році вже був остаточно перетворений на Національний театр Косово. Це був перший професійний театральний інститут у Косові після Другої Світової Війни. Через кілька місяців після свого заснування театр був переведений в Пріштіну. Перші вистави театру були створені в основному самодіяльними артистами і талановитими і захопленими ідеалістами, яким допомагали професійні артисти з інших театрів колишньої Югославії. У 1960-х роках ансамбль театру поступово збагачувався професійними кадрами.
До 1989 року в країні налічувалося понад 400 прем'єр з більш ніж 10000 повторів були показані в театрі, який відвідували понад 3,2 млн глядачів. Репертуар цього театру був побудований на багатьох національних, міжнародних і Югославських драматичних сценаріях. Ці театральні постановки, які були представлені на різних фестивалях національного і міжнародного характеру в колишній Югославії, були високо оцінені критиками того часу і були удостоєні різних мистецьких премій.
У 1967 році вистава «Erveheja» режисера Мухаррем Кена була удостоєна премії за найкращу драму на югославському драматичному фестивалі «Pozorje Sterijino». Крім виступів албанською мовою, також були виступи сербською мовою, особливо після 1981 року, коли театр працював під важким політичним тиском з боку комуністичного режиму Югославії.
У 1990 році суворий режим Слободана Милошевича поставив театр під жорстокою адміністрації, вигнавши албанських артистів з театру, і поставивши його під свій тоталітарний контроль. Напроти цього в той період за допомогою художньої групи були створені багато шкільних будинків, які вже були частиною цього професійного
театрального ансамблю. Після війни в 1999 році були проведені численні національні та міжнародні вистави в театрі. Театр носить національний характер і він фінансується Міністерством культури, молоді та спорту Косово.

### Додона

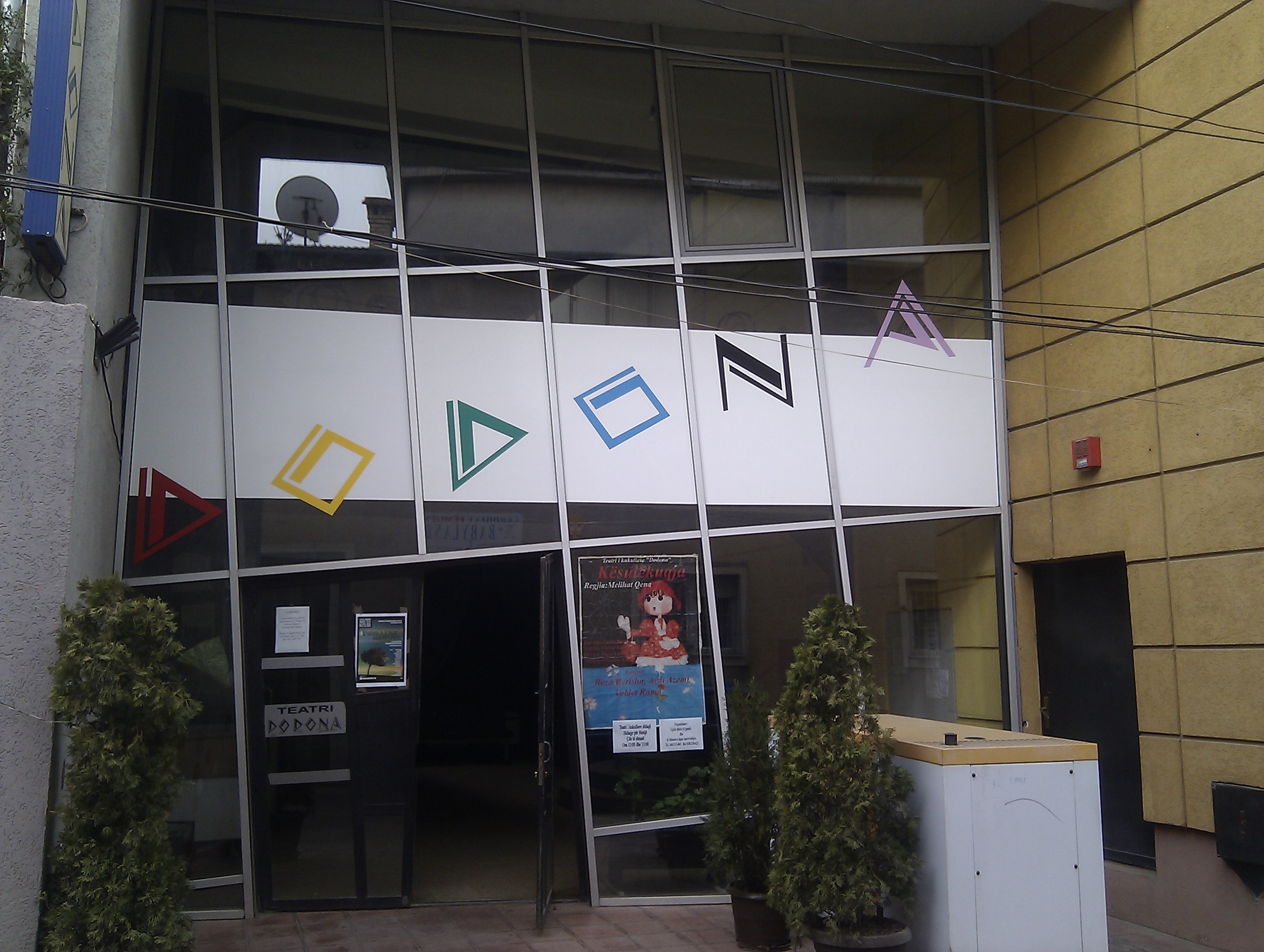
Ляльковий театр Додона

Театр «Додона» був заснований 12 листопада 1986 року та затверджений муніципалітетом Приштина. Рабій Байрамі і Амрі Ісмаїл відіграли велику роль у заснуванні цього театру. Перша прем'єра була 16 травня 1987 року. З 1992 року, крім вистав для дітей, в театрі почали грати і для більш старшої аудиторії. З першого дня аж дотепер, 34 п'єси для дітей, які були залучені до сцени і більше 70-і прем'єр для дорослих. У 1994 році, сербські поліцейські спробували зупинити роботу театру, але співробітники «Додона» не припинив роботу. «Додона» був удостоєний численних національних та міжнародних нагород, таких, як: «Європейський фестиваль лялькових театрів» у місті Поградец, «Албанський фестиваль театрів» в Дебарі, «Албанські дні культури» в Парижі, «Дні лялькових театрів» в місті Мистельбах, Австрія, та ін.

### Ода
Незалежний театр «Ода» був заснований наприкінці 2002 року з ініціативою актора Лірах Черая і режисером Флораном Мехмета. 1 березня 2003 року був показаний перший спектакль театру «Монологи вагіни». У цей день також відзначають день народження театру «Ода».
«Ода» — це єдиний незалежний театр Республіки Косово, який має свою власну площу. Крім місцевих постановок, також були твори зарубіжних авторів з Європи і США. Театр є частиною сучасного театрального співтовариства в Європі, Неофіційної Європейської театральної наради, а також членом Балкан-Експрес, який входить в мережу театрів у регіоні Балкан. Крім театральних постановок, театр організував і провів різні концерти, кінопокази, акції, дебати та ін. Будівля театру також використовується для різних ТВ-Шоу, ситкомів, музичних відеокліпів і фільмів. На даний момент театр «Ода» представив понад 200 мистецьких заходів на рік з 50000 відвідувачами.

## Музика

### Оркестр філармонії Косова

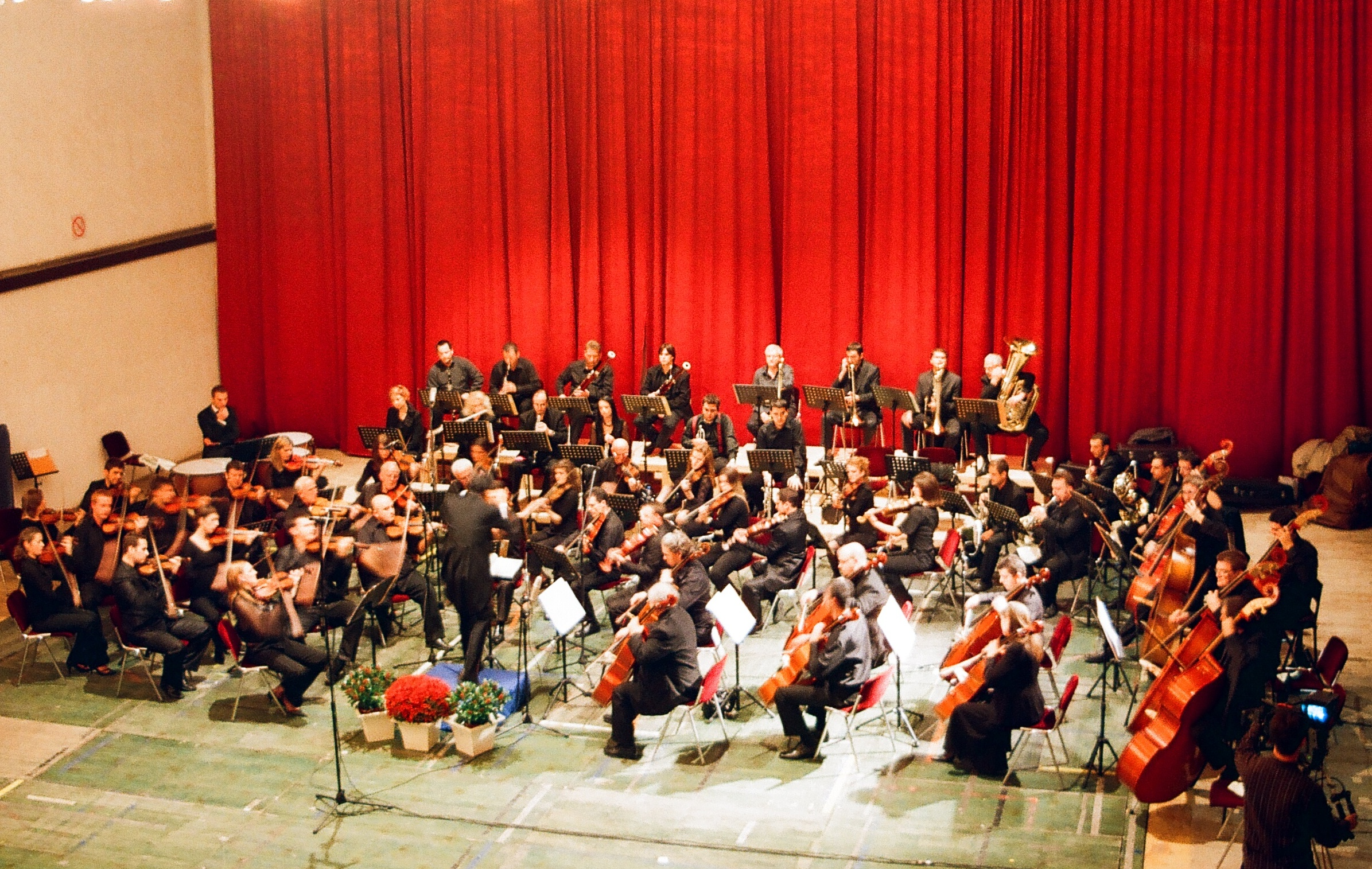
Оркестр філармонії Косова

Філармонічний оркестр був заснований в 2000 році у складі 120 музикантів, включаючи солістів та професійних інструменталістів класичної музики. Оркестр організовує близько 25 концертів за рік. Його члени дуже активні у національних фестивалях і за її межами, або окремо, або в інших художніх музичних складах. В останній раз вони виступали в Японії.

### Опера
Перша опера була косівського композитора «Goca e Kaçanikut» (Дівчина з Качаника). Вона була написана в кінці 1970 року в двох діях Рауфа Дхоми, з лібрето італійською, Юсуфом Бухові і Аджмане Дхомі, заснована на романі албанського письменника Мілтона С. Гурра. Вона була написана для шести солістів, хору і оркестру. Ця опера була проведена в Прізрені албанськими солістами, оркестру радіо і телебачення Пріштіни.
Перший косівський балет «Sokoli e Mirusha» був написаний в 1976 році. В 2002 році не було жодної повної постановки опери в Косово. Тим не менш, були оркестрові виступи п'єс з опер, спочатку хором культурного і мистецького товариства «Agimi» в Призрені в 1952 році.

## Мистецтво

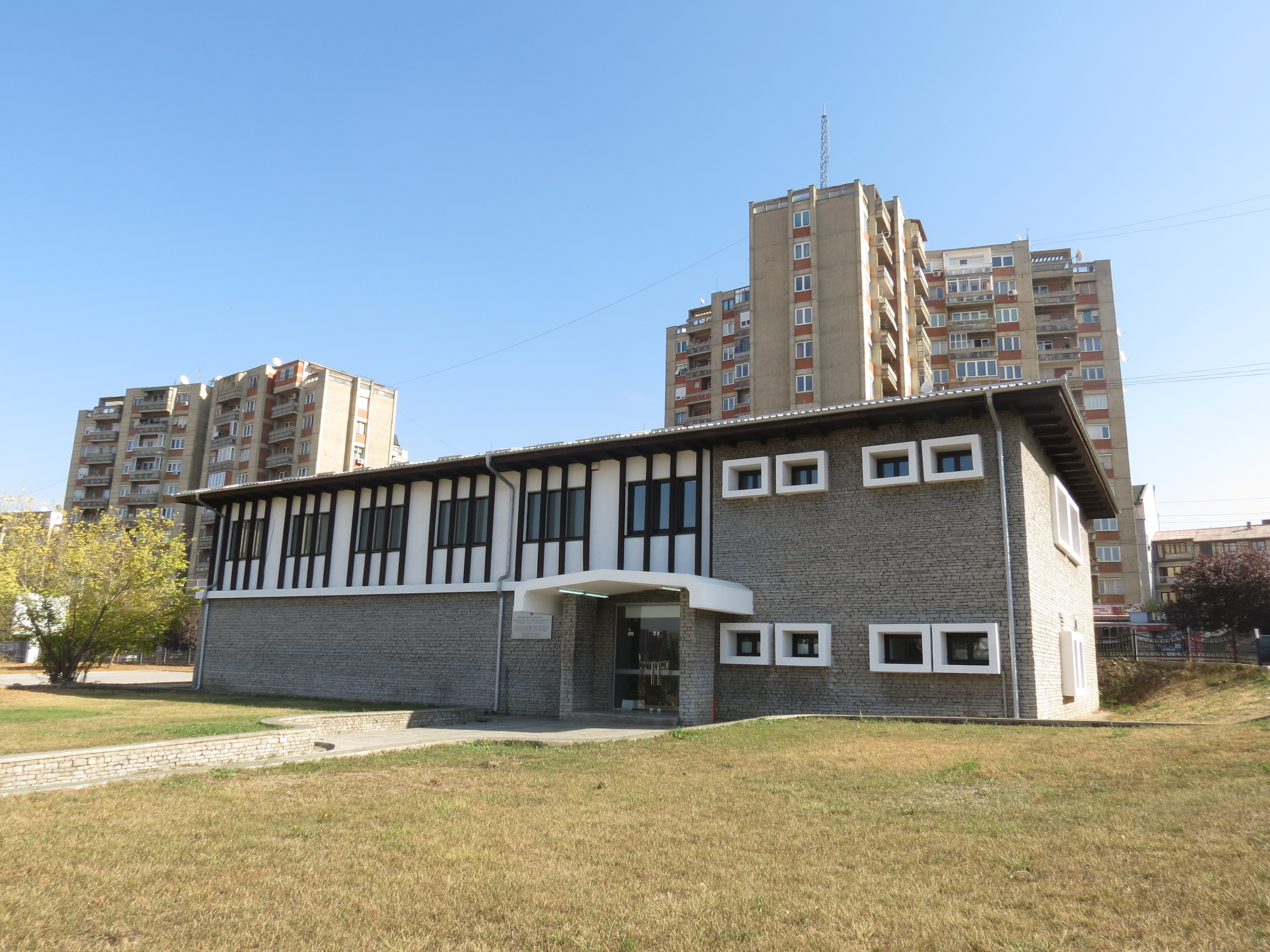
Художня галерея в Приштиті

### Художня галерея
Національна художня галерея була заснована в 1979 році як культурний інститут, який представляє образотворче мистецтво, а також збір і зберігання цінних творів. Понад 500 виставок були організовані цим інститутом. У галереї також запрошуються молоді художники, організовуються їх виставки, що відображають діяльність цих молодих художників. Національна художня галерея знаходиться в кампусі Університету Приштини.

### Виставки
Художня галерея Косова організувала понад 500 виставок. Кількість відвідувачів варіюється від декількох сотень до декількох тисяч. Виставки з найбільшим числом відвідувачів:
- Галерея мистецтв Косово (Тіто, Слово, Думка і робота). Ця виставка була організована в 1981 році, а її відвідали 38000 відвідувачів.
- Художня галерея Колекція Косово. Це була перша виставка, організована в картинній галереї Косово. Її відвідали близько 19000 відвідувачів.

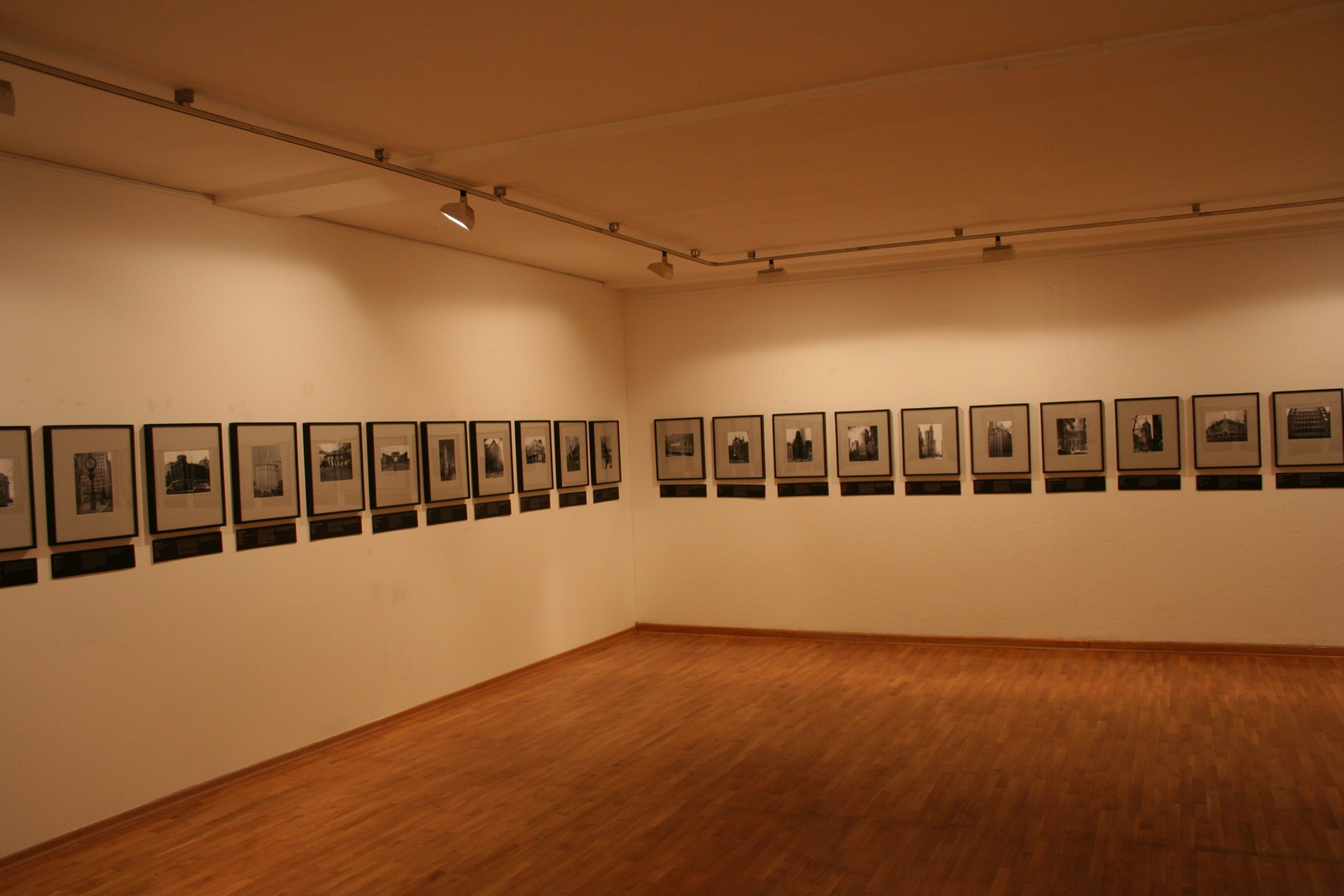
Галерея мистецтв Косова

- Галерея мистецтв КосоваРетроспективний Одхис Паскалі (Odhise Paskali). Одхис Паскалі, відомий Албанський скульптор. Залучив свою виставку в галерею яку відвідали 14045 відвідувачів в 1981 році.
- Персональна виставка Небіх Муріки (Nebih Muriqi). Була проведена у 1984 році, її відвідало понад 12000 відвідувачів.

## Танці

### Національних ансамбль пісень і танців— «Шота»

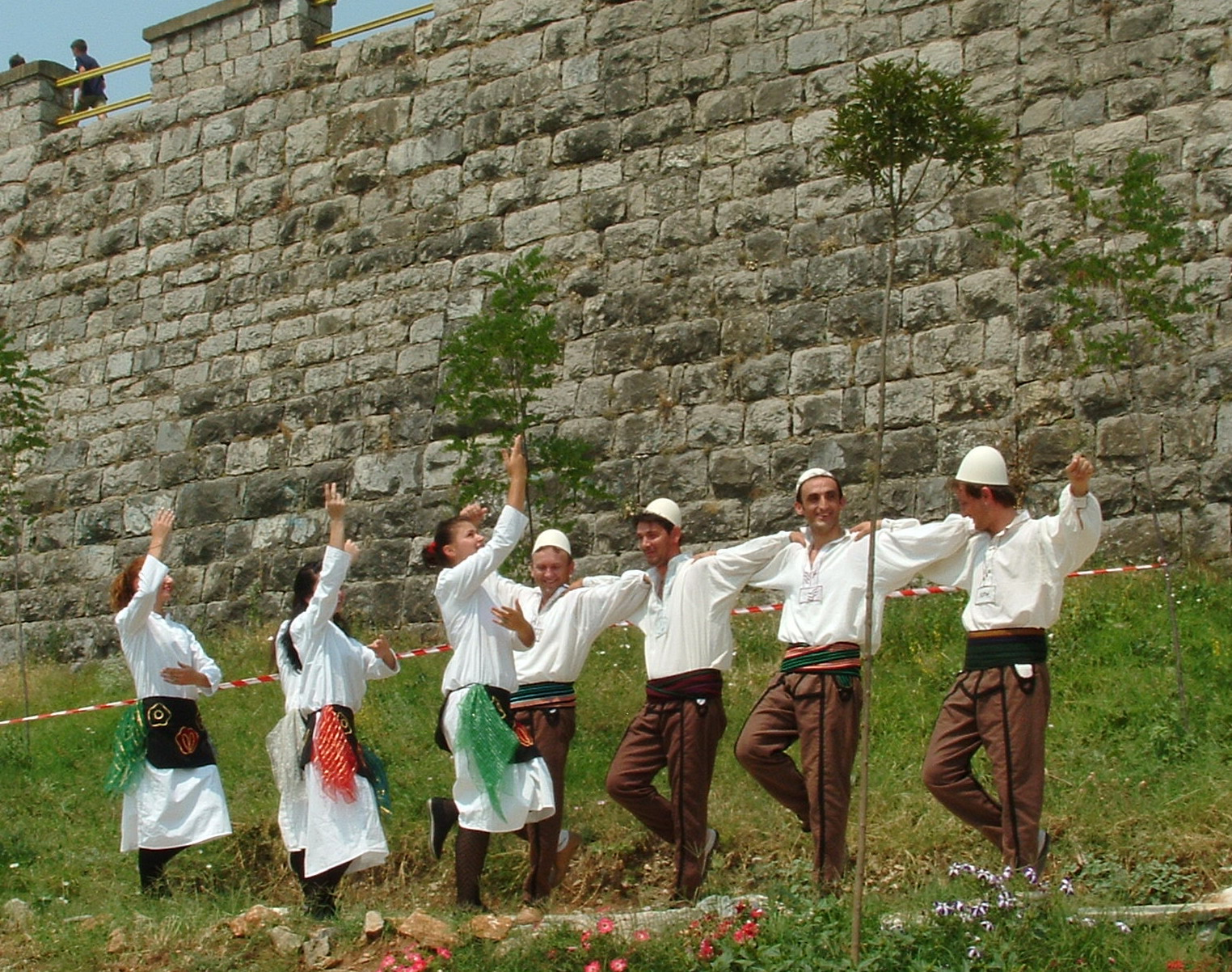
Традиційний албанський танець

Національний ансамбль пісні і танцю «Шота» був створений в 1948 році як один з перших художніх і культурних установ в Косово. Протягом п'ятнадцяти років цей ансамбль працює як спільнота, а потім як напівпрофесійний ансамбль. У той час як у березні 1964 року за рішенням Асамблеї Косово, «Шота» отримав статус професійного ансамблю. За останні п'ятдесят років, ансамбль «Шота» відіграє вирішальну роль у збереженні, культивуванні і розвитку албанських пісень і танців.

### Балет
Перша трупа балету Косово була сформована в 1972 році, балерини отримували освіту в середній школі балету в Скоп'є, під керівництвом режисера Тетяни Петковської. Двадцять п'ять танцюристів з Косово закінчили школу — 19 чоловіків і 6 жінок, після успішного завершення навчання, більшість танцюристів повернулася в Пріштіну. Косовський Балет був створений в Національному театрі Косово.

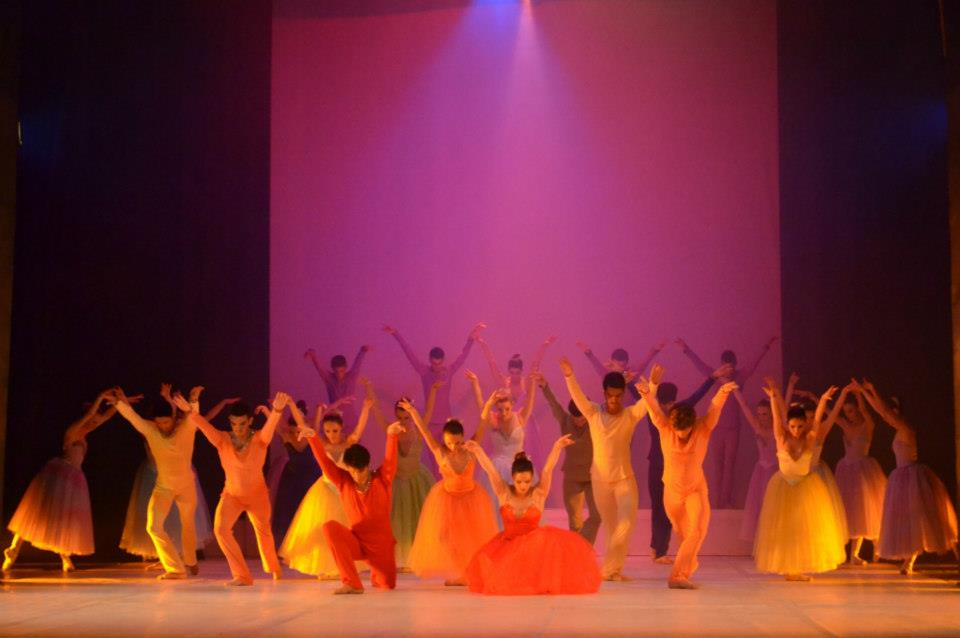
Балетна трупа Косова

Балет провів багато успішних шоу, як сучасних, так і класичних. Після того, як балет відновився, трупа працювала в тісному контакті з албанським хореографом Джорджом Превазі (Gjergj Prevazi). Разом вони зуміли організувати сучасні танцювальні твори, такі як «Перехід II», «Я не чую гонгу?», «Контраст» та «Подання».

## Кіно

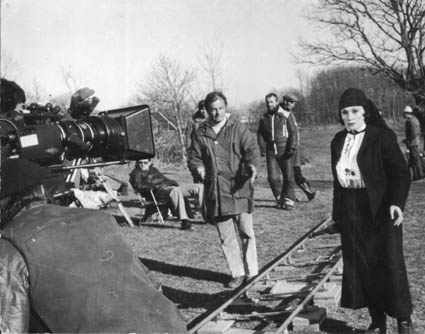
«Коли весна приходить пізно» -1979

Кінематограф в Косово албанською мовою почав свою діяльність після створення студії «Kosovafilm», яка випускила короткі і документальні фільми, мультфільми, а пізніше і художні фільми. Центр кінематографії Косово є фондом публічного кіно центрального органу кінематографії. Його мета полягає в досягненні цілей в інтересах суспільства з питань кінематографії. Він став членом загальноєвропейської організації — European Film Promotion. Це рішення було прийнято на Генеральній асамблеї цієї організації і було оголошено у 2012 році, Косово стало 33-м членом цієї організації.
Приштина має два кінотеатри, Кіно ABC і Кіно ABC 1. Кіно ABC було відкрито в 2000 році і розташовувалося в центрі Пріштіни. Кіно ABC почав показувати фільми у 3D-технології в 2013 році. Кіно ABC 1 почав свою діяльність з 2010 року до 2012 року. Кожен рік в Кіно ABC протягом тижня показують фільми з зарубіжних країн.

## Музеї

### Національний музей
У Національному музеї Косова має колекцію, що складається з понад 50 тисяч експонатів різних профілів, від археології, техніки, історії, природи, етнокультури, фольклору, спадщини і т. д. Все, що показує історія Косово в різний час, від епохи неоліту до сьогоднішнього дня, незалежність Косово.
Музей працює з 1949 року, однак, будівля музею була побудована в 1889 році і воно було розроблено у відповідності з австро-угорським стилем будівництва і його реальною метою було розміщення високого військового командування того часу.
Музей працює над поверненням 1200 об'єктів, які мають важливе значення для Косівської культурної спадщини.

### Етнографічний музей
Етнографічний музей «Emin Gjiku» є невід'ємною частиною Національного музею Косово в Приштині. Він розташований у старому житловому комплексі, що складається з чотирьох будівель: два з яких датуються 18-му столітті, а два інших з 19-му столітті. У 2006 році постійна етнологічна виставка Національного музею Косово була
встановлена в цьому ж житловому комплексі.
Концепція Етнографічного музею базується на 4-х темах, які становлять життєвий цикл, починаючи з народження, у період життя, смерті і духовної спадщини. Кам'яний будинок також є частиною музею, який був переведений з старої частини міста Пріштіні в 1950-х роках у цьому ж житловому комплексі. Сьогодні він слугує центром сучасного мистецтва.

## Галерея

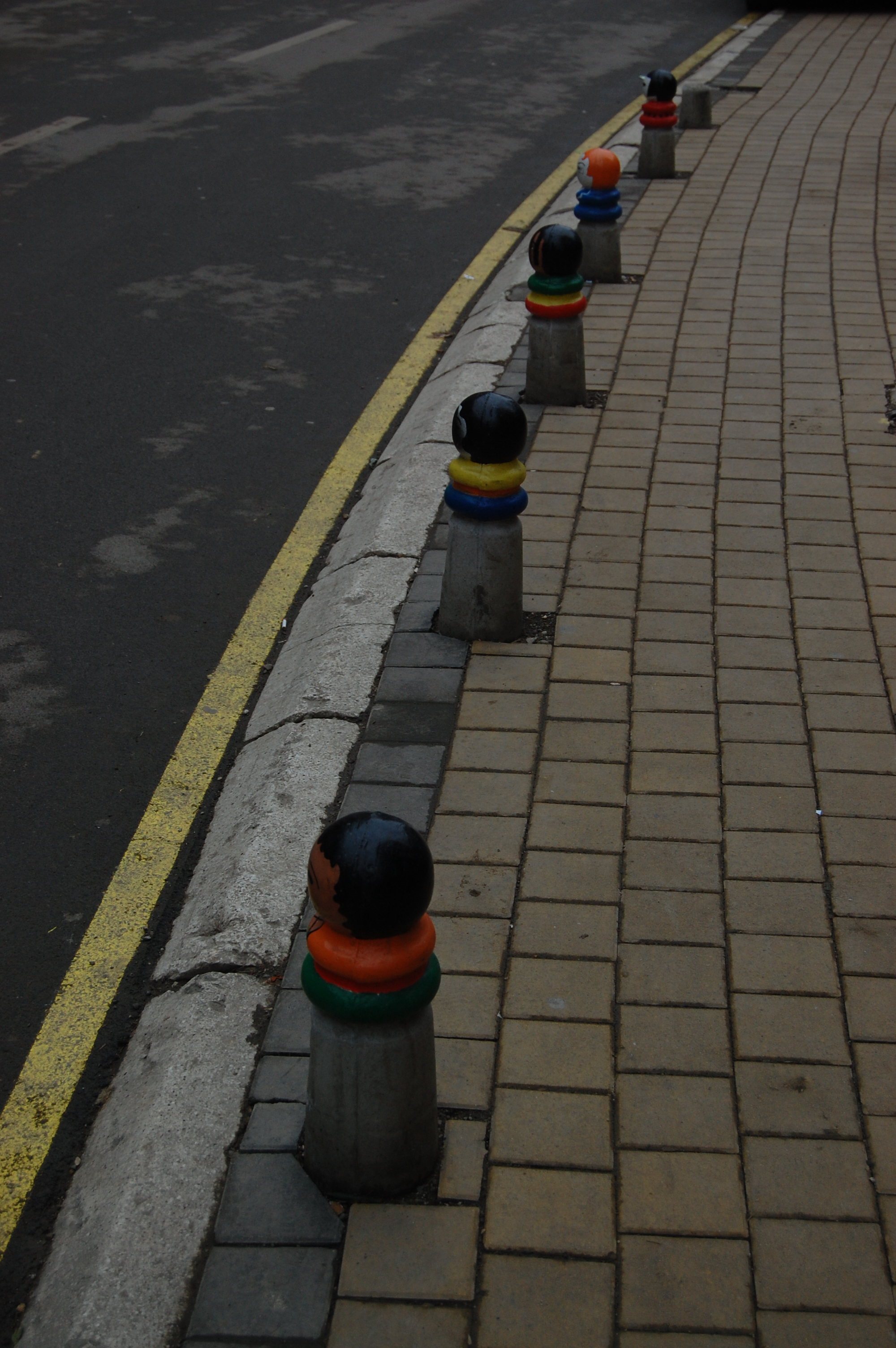
Вуличне мистецтво в Приштині'
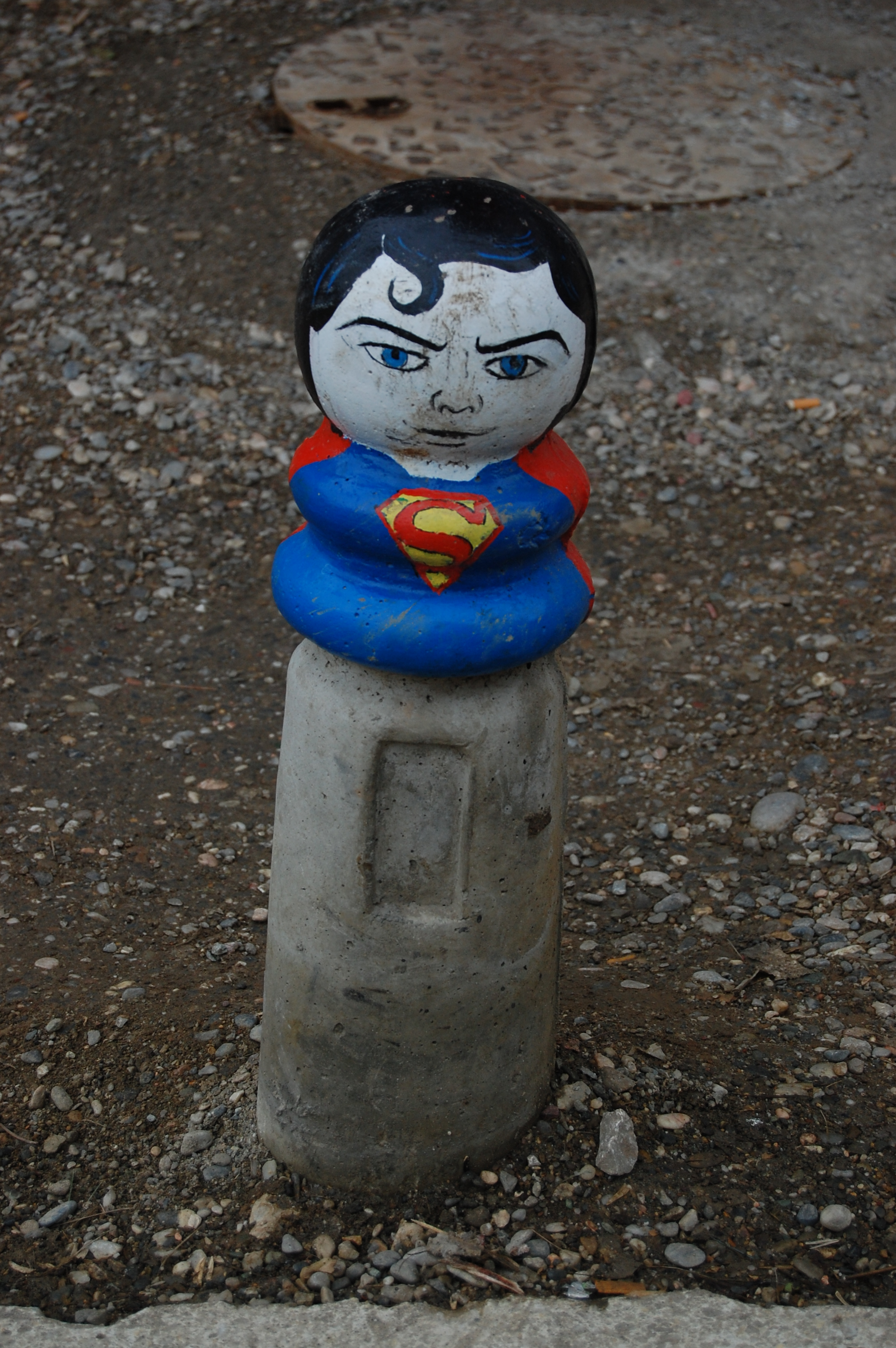
Стрит-арт
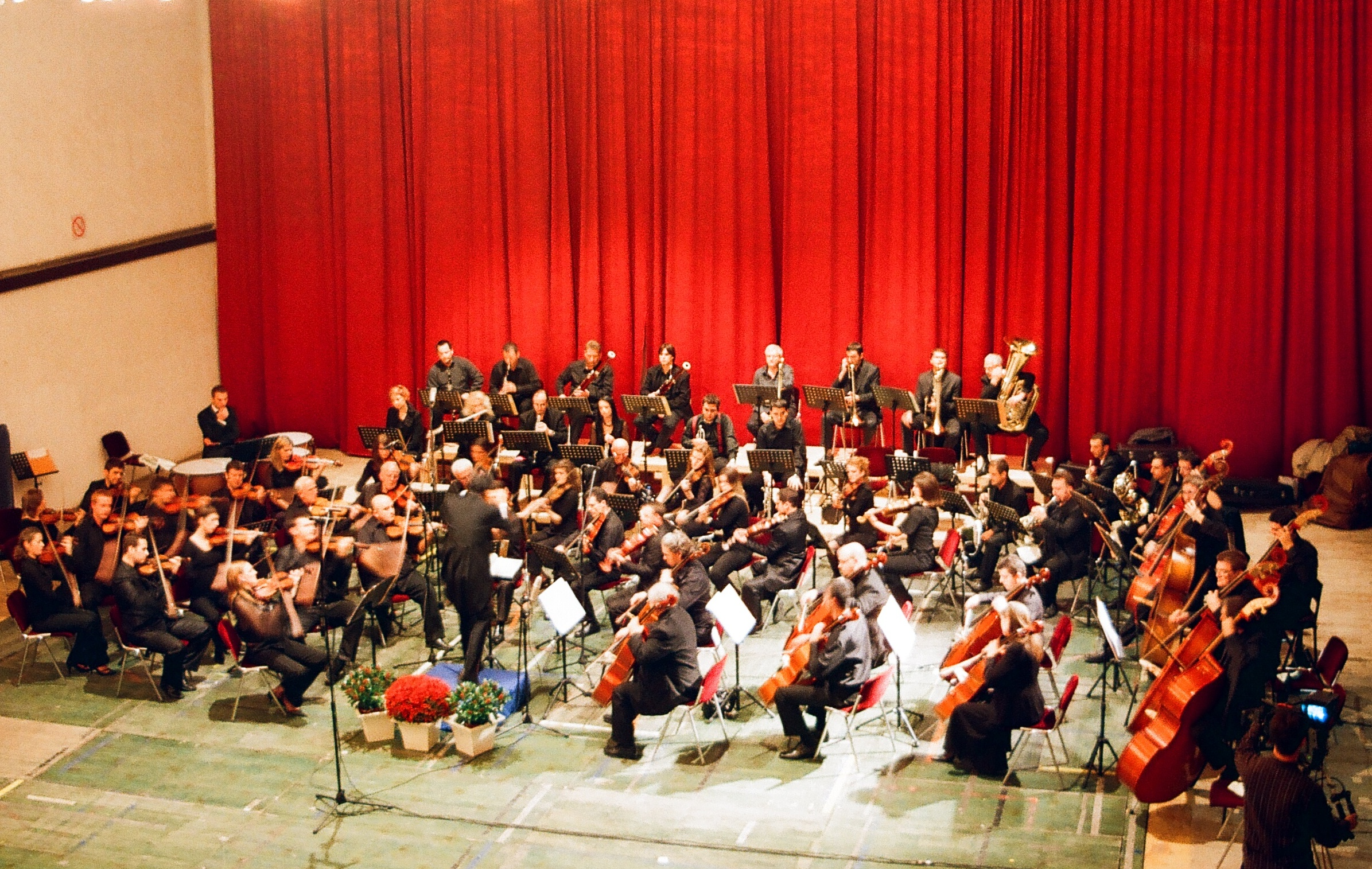
Оркестр Філармонії Косова
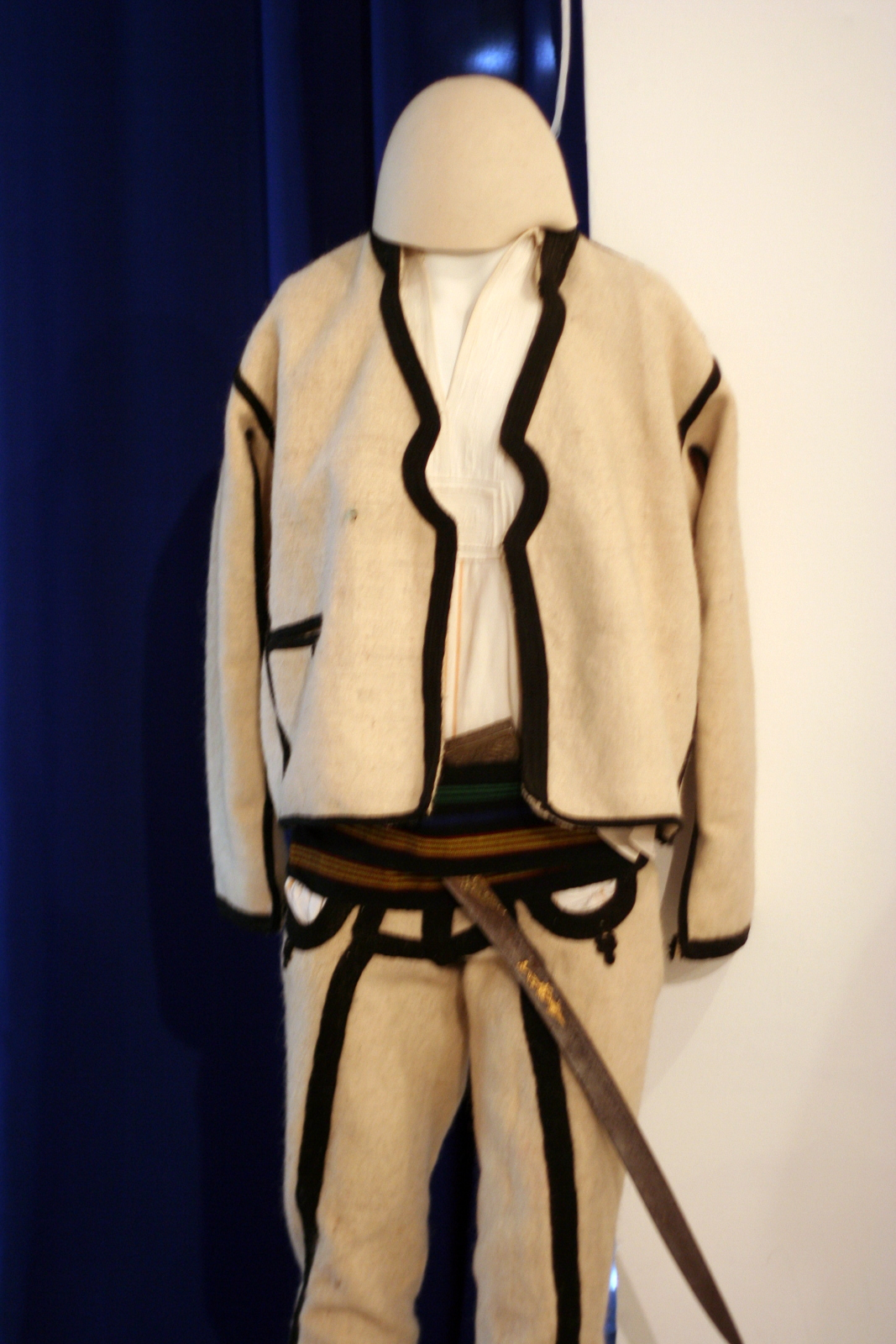
Албанське традиційне вбрання
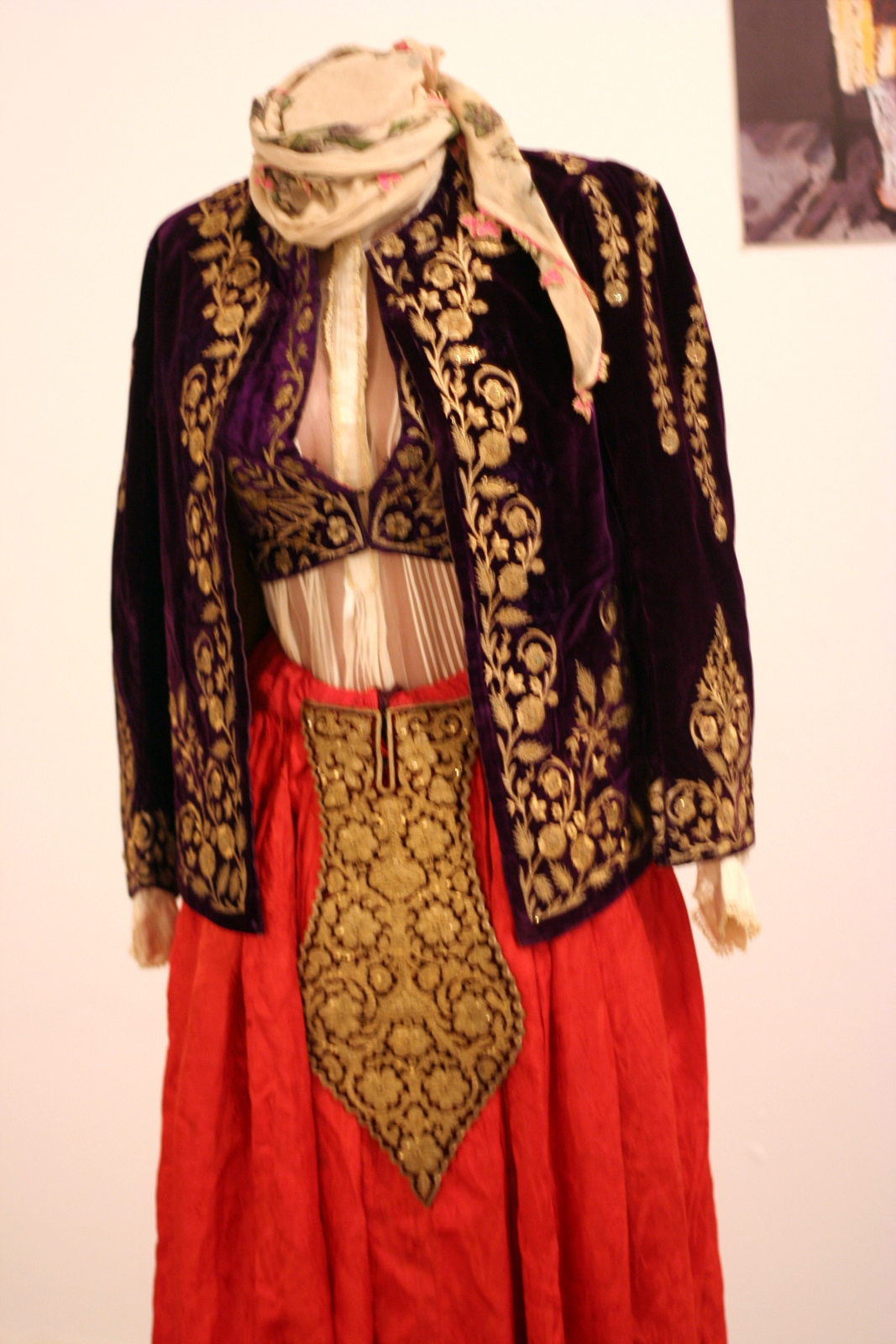
Албанське традиційне вбрання
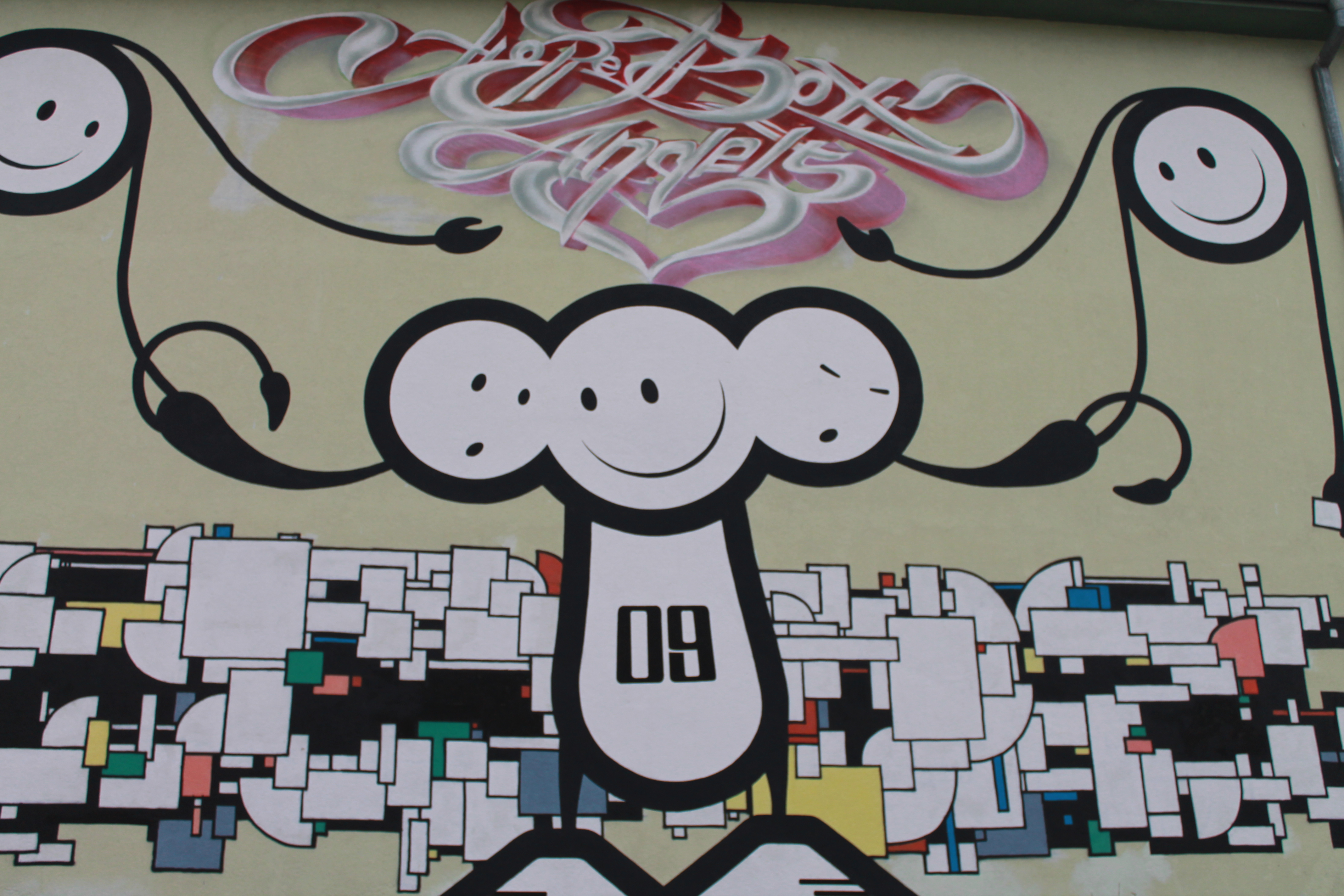
Графіті в Приштині
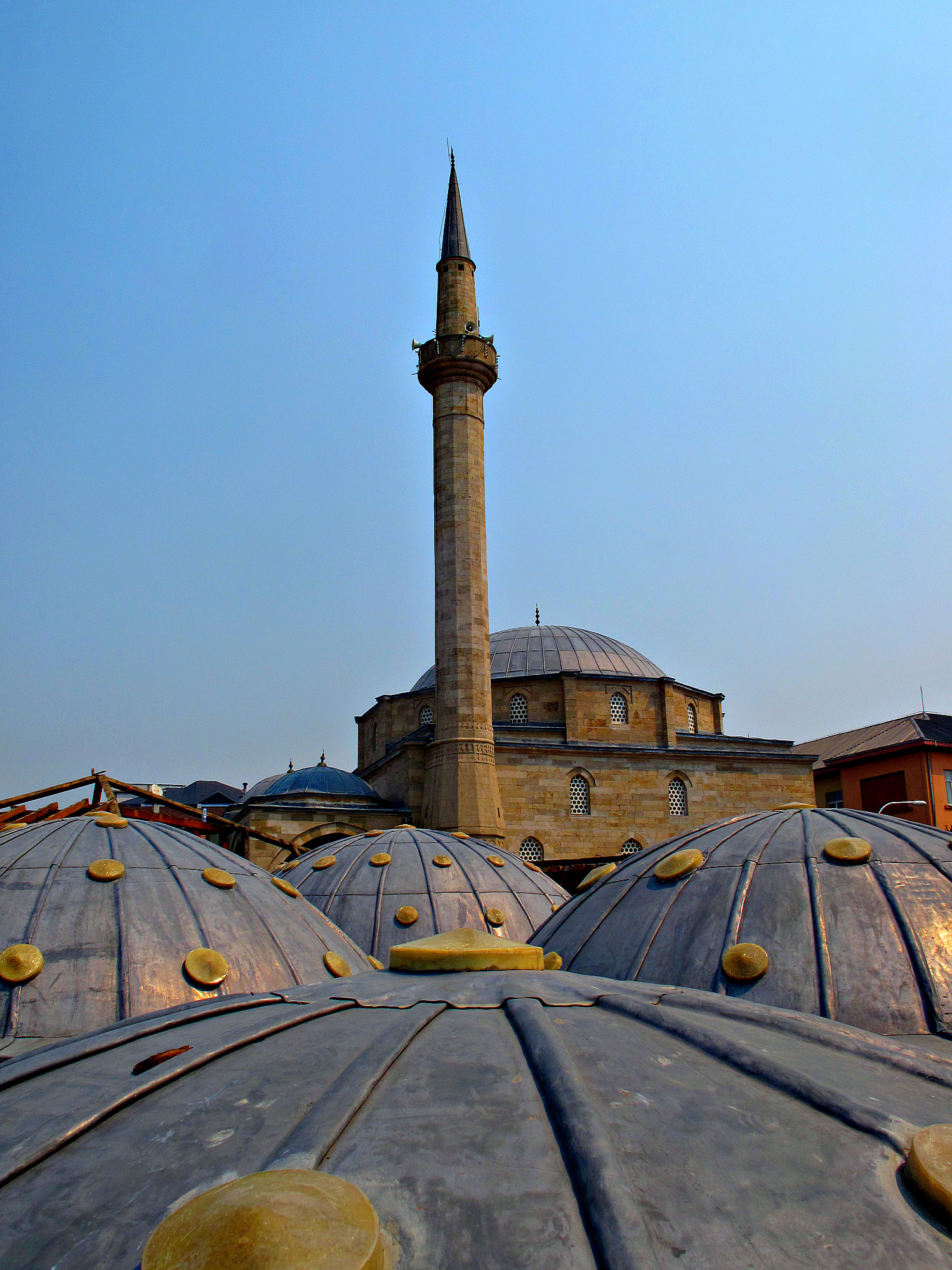
Велика мечеть в Пріштіні
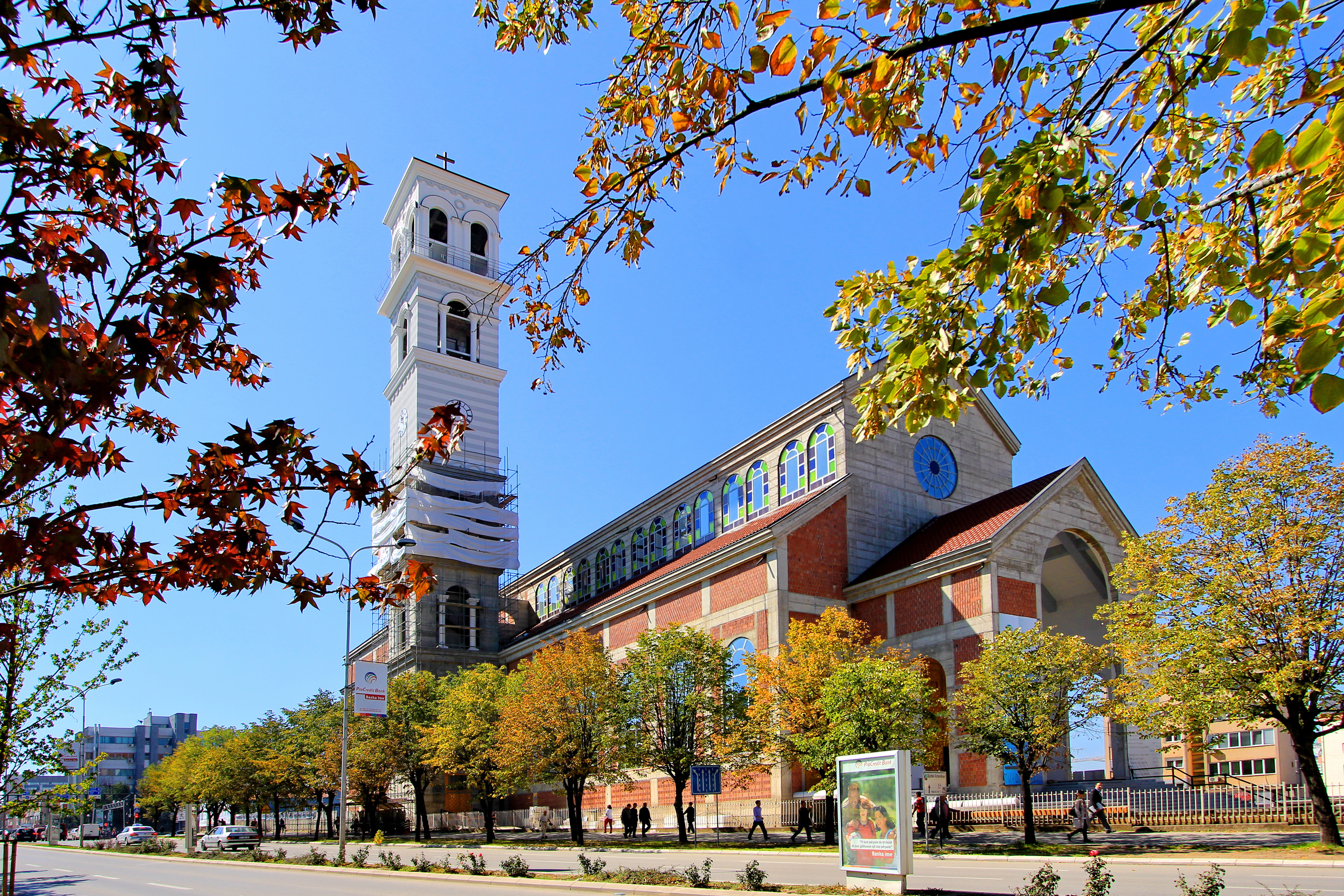
Собор пресвятої матері Терези
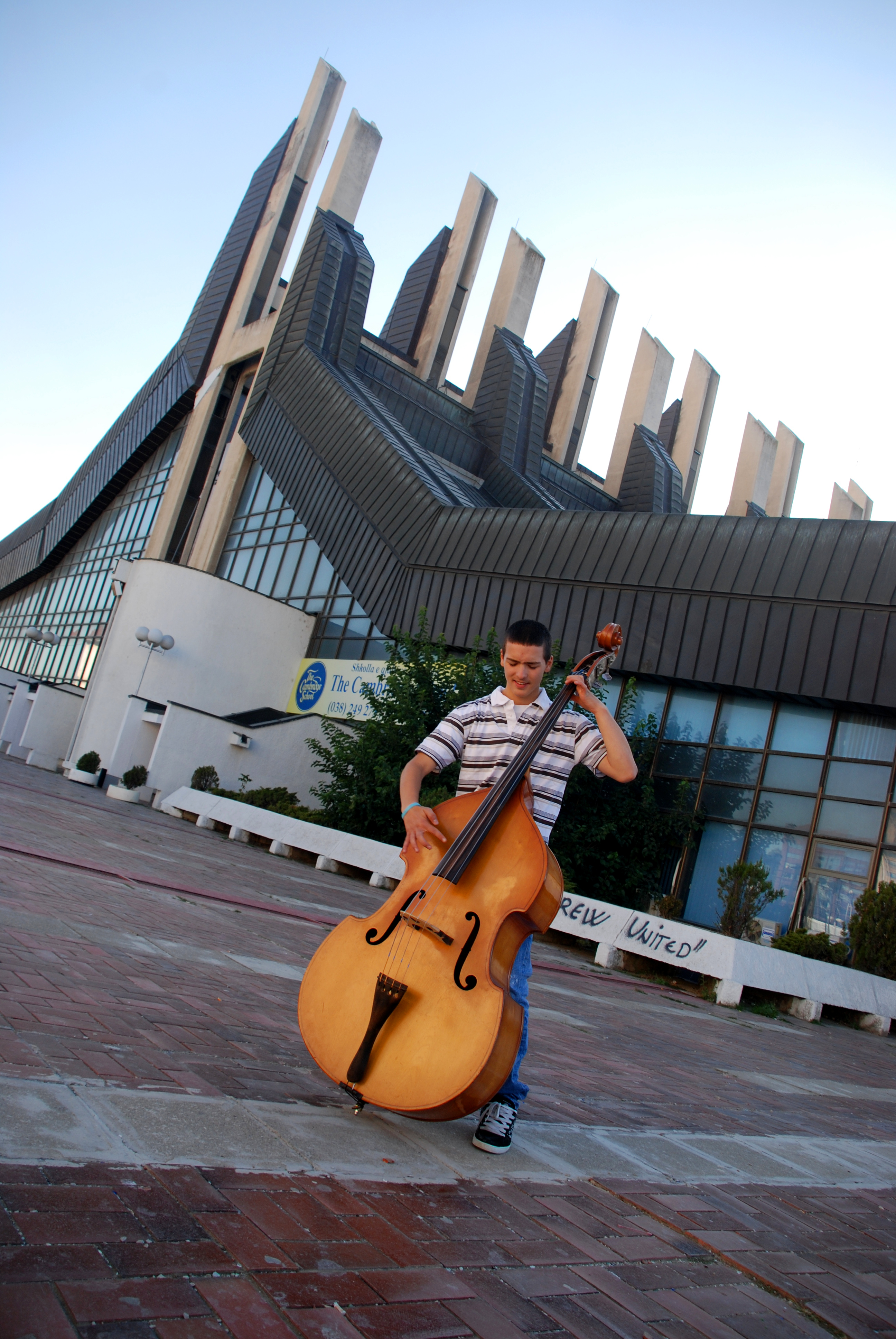
Хлопчик з контрабасом на терасі Палацу молоді і спорту в Пріштіні
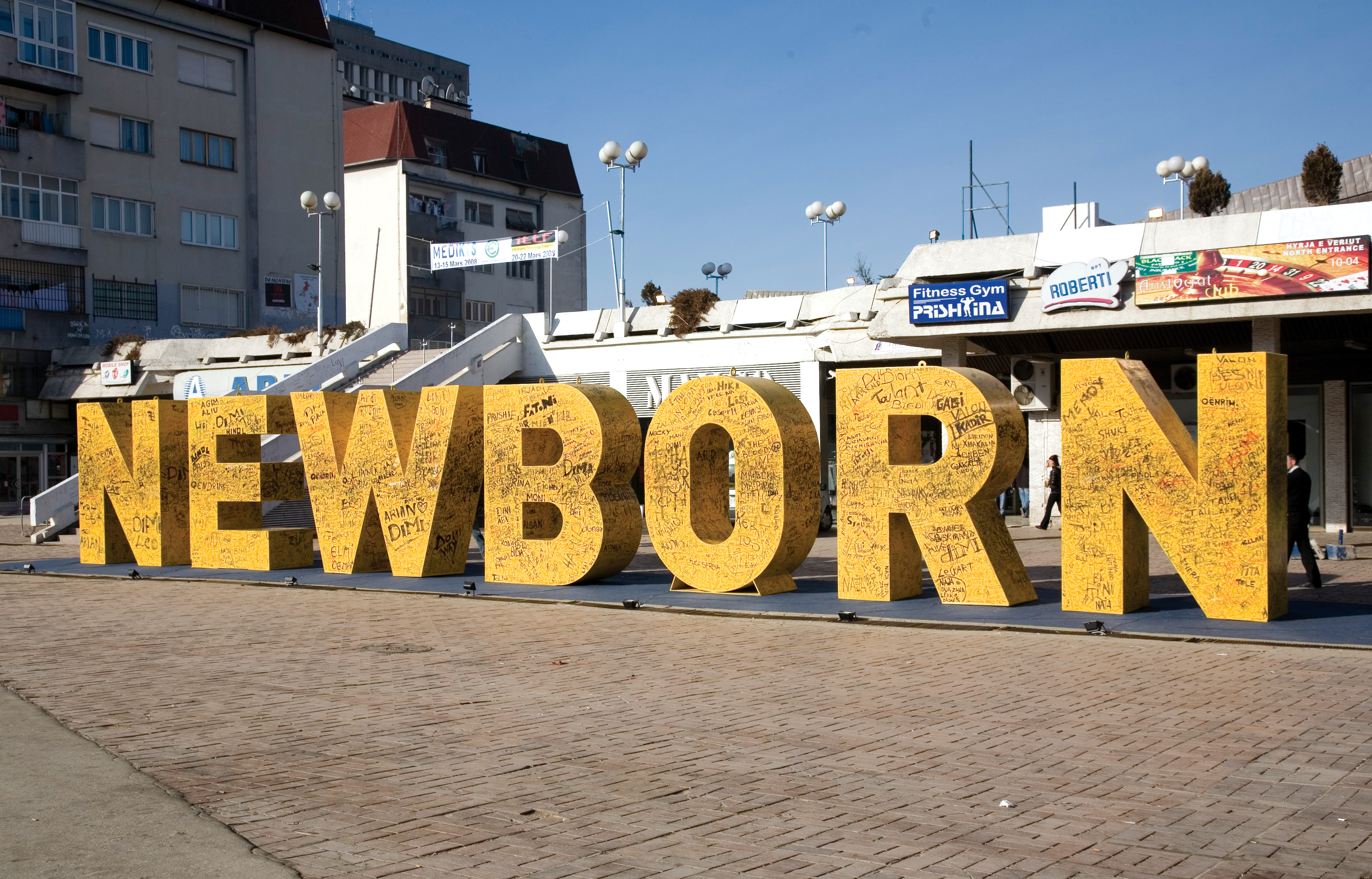
Скульптура Newborn 2008 рік
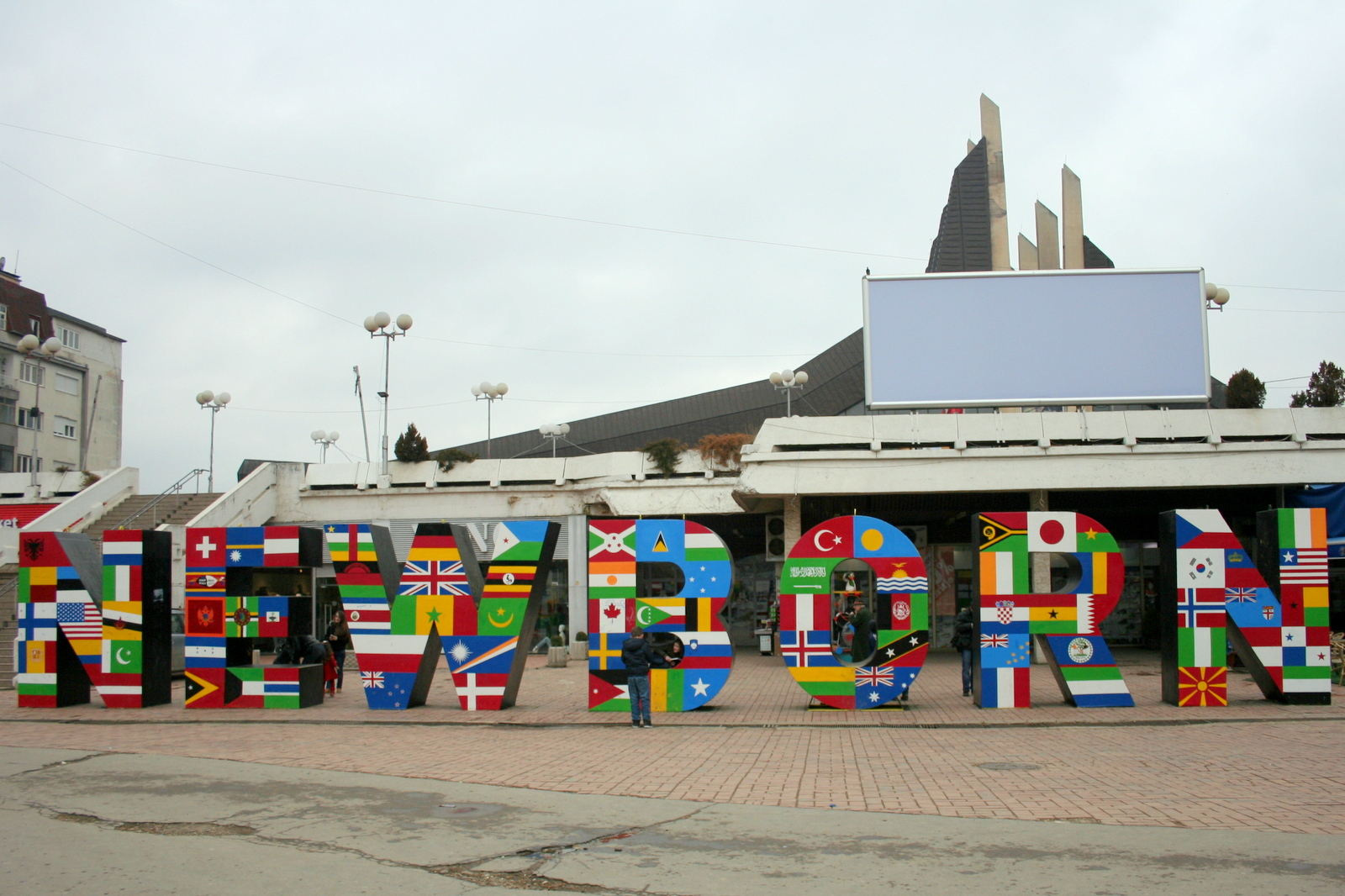
Скульптура Newborn 2013 рік
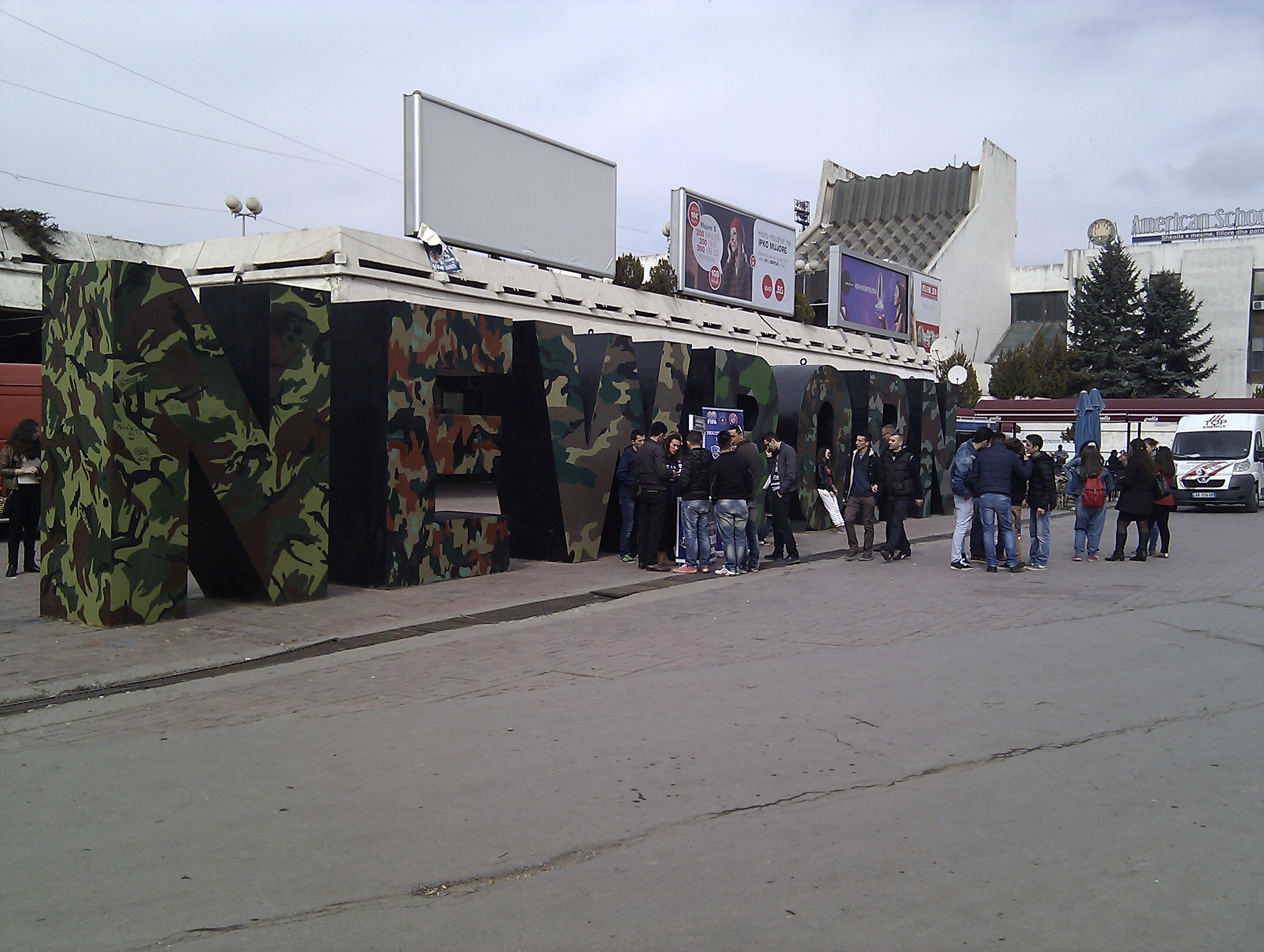
Скульптура Newborn 2014 рік